# Nowy Dwór (powiat radziejowski)
Nowy Dwór – wieś w Polsce położona w województwie kujawsko-pomorskim, w powiecie radziejowskim, w gminie Bytoń.

## Podział administracyjny
Do 19 lipca 1924 wieś nosiła nazwę: Popowiczki (gmina Bytoń, powiat nieszawski). Do 1954 miejscowość była siedzibą gminy Bytoń, a w latach 1973–1976 gminy Nowy Dwór. W latach 1975–1998 miejscowość należała administracyjnie do województwa włocławskiego.

## Demografia
Ludność wsi w roku 2007 wynosiła 238 osób – zobacz BIP. Według Narodowego Spisu Powszechnego (III 2011) liczyła 202 mieszkańców. Jest siódmą co do wielkości miejscowością gminy Bytoń.

## Charakterystyka
Wieś sołecka obejmuje 2 wsie: Nowy Dwór i Holendry Bytońskie. Wieś typowo rolnicza, zwodociągowana, znajduje się tu Ośrodek Zdrowia. Budynków mieszkalnych jest 67. Powierzchnia gruntów ogółem wynosi 325,56 ha; w tym: użytki rolne 302,89 ha (93,0%); natomiast grunty orne 287,89 ha (88,4% całości gruntów).